# (19226) Peiresc
(19226) Peiresc est un astéroïde de la ceinture principale.

## Description
(19226) Peiresc, nommé en l'honneur de l'humaniste, philosophe et astronome français Nicolas-Claude Fabri de Peiresc, est un astéroïde de la ceinture principale. Il fut découvert le 15 septembre 1993 à La Silla par Eric Walter Elst. Il présente une orbite caractérisée par un demi-grand axe de 3,35 UA, une excentricité de 0,04 et une inclinaison de 8,0° par rapport à l'écliptique.

## Compléments